# 彼得斯瓦爾德戰役
彼得斯瓦爾德戰役（法語：Combat de Peterswalde）發生於1813年9月17日，是第六次反法同盟中的一場小規模衝突。由法蘭西帝國帝國衛隊第一波蘭槍騎兵團和帝國衛隊第四儀仗團的部分部隊與普魯士的第一西里西亞驃騎兵團交戰。經過迅速的交戰，波蘭部隊成功驅逐了普魯士部隊。

## 前奏
幾天前，俄羅斯帝國將軍彼得·維特根施泰因趁拿破崙不於該地，對位於德意志地區的法軍防線發動進攻，並在丹尼維茲擊敗米歇爾·內伊元帥。拿破崙在得知戰場形勢後，立即返回前線並在一系列的勝利後迫使聯軍後撤。他隨後下令追擊，第一波蘭槍騎兵團參與了追擊，在彼得斯瓦爾德附近追上了一支普魯士騎兵分隊，迫使他們投入戰鬥。
法軍指揮官將槍騎兵團的第一和第二團提出，交由塞維林·弗雷德羅指揮，該部隊還得到第四儀仗團騎兵排的25人支援。普魯士部隊則由西里西亞驃騎兵團的五個中隊組成，並由部分步兵和2門火砲支援，該部隊為格布哈德·冯·布吕歇尔元帥的兒子弗里德里希·布呂歇爾擔任指揮。

## 戰鬥
法軍嘗試向普魯士部隊佔據的山丘發起進攻，在經過交戰後普軍成功擊退了襲擊。弗雷德羅中隊長決定率先發起總攻，在利用詭計成功接近敵軍防線後，他率領所有波蘭和法國騎兵衝鋒。當揚考斯基上尉的第一團迎頭衝鋒時，第二團成功繞後奪取普軍陣地，普軍被法軍成功包圍。普軍指揮官布呂歇爾上校在受傷後被沃瑟喬斯基准將俘虜。

## 傷亡
法軍在這場戰役的傷亡不高，而普軍在被包圍後包含布呂歇爾在內共有20人被俘，傷亡數未知。

## 註腳
1. 1 2 3  Tranié & Carmigniani 1982，第114-125頁.
2. ↑  Tranié & Carmigniani 1982，第125頁.
3. 1 2  Tranié & Carmigniani 1982，第114頁.